# Палеотурко
Палеотурко или Палеотурнико (на гръцки: Παλαιότουρκο или Παλιοτουρνικό), е бивше село в Република Гърция, в дем Дескати на област Западна Македония.

## География
Селото е било разположено под връх Бара в планината Аеторахи, на 40-ина километра югоизточно от град Гревена, в землището на село Панагия (Турники, Тороник), на няколко километра на североизток от него.
Днес на неговото място продължава да се издига църквата „Свети Атанасий“, построена през 1532 година и една от най-значителните от този период в Югозападна Македония.

## История

### В Османската империя
Във византийската епоха край Палеотурко е крепостта Молиск.
В края на ХІХ век Палеотурко е селище в нахия Венци на Кожанската каза на Османската империя. Според статистиката на Васил Кънчов през 1900 година Палео Турконъ е малко смесено село с 31 гърци християни и 30 валахади (гръкоезични мюсюлмани).
На Етнографската карта на Битолския вилает на Картографския институт в София от 1901 година Палеотуркона е смесено гръцко-турско село в Кожанската каза на Серфидженския санджак с 10 къщи.
Според статистика на Серфидженския санджак на гръцкото консулство в Еласона от 1904 година в Палеотурка (Παλαιότουρκα), Гревенска каза, живеят 75 гърци елинофони християни.
По данни на секретаря на Българската екзархия Димитър Мишев („La Macédoine et sa Population Chrétienne“) в 1905 година в Палео Туркон (Paleo-Tourkon) има 30 гърци.

### В Гърция
През Балканската война в 1912 година в селото влизат гръцки части и след Междусъюзническата в 1913 година Палеотурко влиза в състава на Кралство Гърция. През 1913 година при първото преброяване от новите власти в Παλαιότουρκο са регистрирани само 18 жители. Споменато е в 1918 година при формирането на община Тороник. В следващия период селището е изоставено.
| Година    | 1913 | 1920 | 1928 | 1940 | 1951 | 1961 | 1971 | 1981 | 1991 | 2001 | 2011 | 2021 |
| --------- | ---- | ---- | ---- | ---- | ---- | ---- | ---- | ---- | ---- | ---- | ---- | ---- |
| Население | 18   |      |      |      |      |      |      |      |      |      |      |      |